# 井上達雄
井上 達雄（いのうえ たつお、1907年11月22日－1995年4月24日）は、日本の会計学者・商学者。公認会計士。専門は簿記・会計学。学位は、商学博士（中央大学・1961年）（学位論文「原価会計論」） 。恩師は、黒澤清・太田哲三。元中央大学学長。大分県津久見市出身。

## 経歴
1932年中央大学商学部卒業。1934年中央大学大学院商学研究科（旧制）修了。中央大学商学部専任講師。1944年海軍省経理局主計官。1945年復員。中央大学商学部教授。1949年公認会計士試験合格。1958年中央大学評議員。1959年中央大学商学部長（～1968年）。1961年中央大学大学院商学研究科長（～1965年）。1963年中央大学経理研究所所長（～1977年）。中央大学理事（～1968年）。1967年中央大学学長（～1968年）。1968年中央大学総長代行。1978年中央大学定年退職。同名誉教授。中央大学経理研究所名誉所長。中央大学理事（～1981年）。明治学院大学経済学部教授（～1987年）。1987年井上斎藤英和監査法人会長（～1993年）。1992年東京経営短期大学理事（～1995年）。1993年朝日監査法人最高顧問（～1995年）。
その他、日本公認会計士協会常任理事、1940年ダイヤモンド社監査役、1951年公認会計士第二次試験委員（～1960年）、1954年日本商工会議所簿記検定試験委員（～1987年）、1985年東京コスモス電機監査役（～1988年）。
弟子に富岡幸雄や北村敬子等がいる。このほかゼミの指導学生に藤沼亜起元日本公認会計士協会会長など。

## 受賞歴
- 紺綬褒章（1962年）
- 文部大臣表彰（1965年）
- 勲二等瑞宝章（1979年）
- 従四位（1995年）